# Leão V, o Armênio
Leão V, o Arménio (em grego medieval: Λέων ὁ ἐξ Ἀρμενίας, romaniz.: Leōn ho ex Armenias; c. 775 – 25 de dezembro de 820), foi imperador bizantino entre 813 até sua morte, em 820.

## Vida
Leão era filho do patrício Bardas, de origem arménia. Prestou serviço sob o comando do general rebelde Vardanes, o Turco, cujo partido abandonou a favor de Nicéforo I, o Logóteta. O imperador recompensou-o com dois palácios, mas mais tarde exilou-o por ser ter casado com a filha de outro rebelde, o patrício Arsabero. Chamado por Miguel I em 811, Leão tornou-se governador do Tema da Anatólia e saiu-se bem na guerra contra os árabes em 812. Leão sobreviveu à batalha de Versinícias em 813 por ter fugido do campo de batalha, mas ainda assim tirou partido desta derrota para obrigar Miguel I a abdicar do trono a seu favor em 11 de Julho de 813.
Com Constantinopla sujeita a cerco terrestre por Crum, Leão V tornou-se imperador numa situação precária para o império. Propôs negociar em pessoa com o invasor e tentou fazê-lo cair numa emboscada. O estratagema falhou, e embora Crum tivesse abandonado o cerco da cidade, capturou e despovoou Adrianópolis e Arcadiópolis. Quando Crum morreu na primavera de 814, Leão V derrotou os búlgaros nos arredores de (Nesebar) e os dois Estados firmaram pazes para 30 anos em 815.
Como a política iconódula dos seus antecessores estava associada com as derrotas às mãos dos búlgaros e dos árabes, Leão V reinstituiu a iconoclastia depois de depor o patriarca de Constantinopla Nicéforo I, o Logóteta e de convocar um sínodo para Constantinopla em 815. O imperador utilizou a sua política iconoclasta para confiscar os bens de iconódulos e de mosteiros, tais como o rico mosteiro de Estúdio, cujo influente abade iconódulo, Teodoro Estudita mandou para o exílio.
Leão V nomeou comandantes militares competentes de entre os seus próprios antigos camaradas de armas, incluindo Miguel, o Amoriano e Tomás, o Eslavo. Também perseguiu os paulicianos. Quando Leão mandou encarcerar Miguel por suspeitas de conspiração, este último fugiu da prisão e organizou o assassinato do imperador na catedral de Santa Sofia no dia de Natal de 820.
Leão estava a rezar sozinho diante do altar, com guardas no exterior da igreja. Os conspiradores disfarçaram-se de padres e de monges, comandados por Miguel, que tinha sido libertado pelos seus partidários apenas horas antes dos acontecimentos. Leão ainda tentou defender-se dos atacantes com uma grande cruz de madeira numa mão e um turíbulo na outra, mas o imperador acabou por sucumbir aos ferimentos. Miguel foi imediatamente aclamado imperador, enquanto as grilhetas ainda pendiam dos seus pulsos.

## Família
Todos os filhos de Leão V são tradicionalmente considerados como sendo de Teodósia. José Genésio relata quatro:
- Simbácio (em grego: Συμβάτιος), renomeado Constantino, co-imperador entre 814 e 820. Castrado e exilado após a morte do pai;
- Basílio. Castrado e exilado após a morte do pai. Ainda estava vivo em 847, pois aparece apoiando a eleição do patriarca Inácio de Constantinopla;
- Gregório. Castrado e exilado após a morte do pai. Ainda estava vivo em 847, pois aparece apoiando a eleição do patriarca Inácio de Constantinopla;
- Teodósio, morreu em 820 logo depois de sua castração.

A existência de uma filha tem sido debatida por historiadores e genealogistas. Por vezes aparece o nome "Ana".